# Mr. Potato Head
Mr. Potato Head o Sr. Patata és una joguina consistent en una cara de patata de plàstic marró a la qual els nens poden afegir diferents parts, de manera que cada cop surt un rostre diferent, sempre amb trets humorístics. El seu èxit l'ha fet aparèixer a pel·lícules com la saga Toy Story i esdevenir una icona popular, amb versions en peluix, en dona i altres seqüeles, presentades com a familiars de Mr. Potato.
Creat el 1952 i distribuïda per Hasbro, L'any 2000 va ser inclòs al National Toy Hall of Fame. Ha aparegut en diversos curts d'animació i anuncis.